# Поиск (модуль МКС)

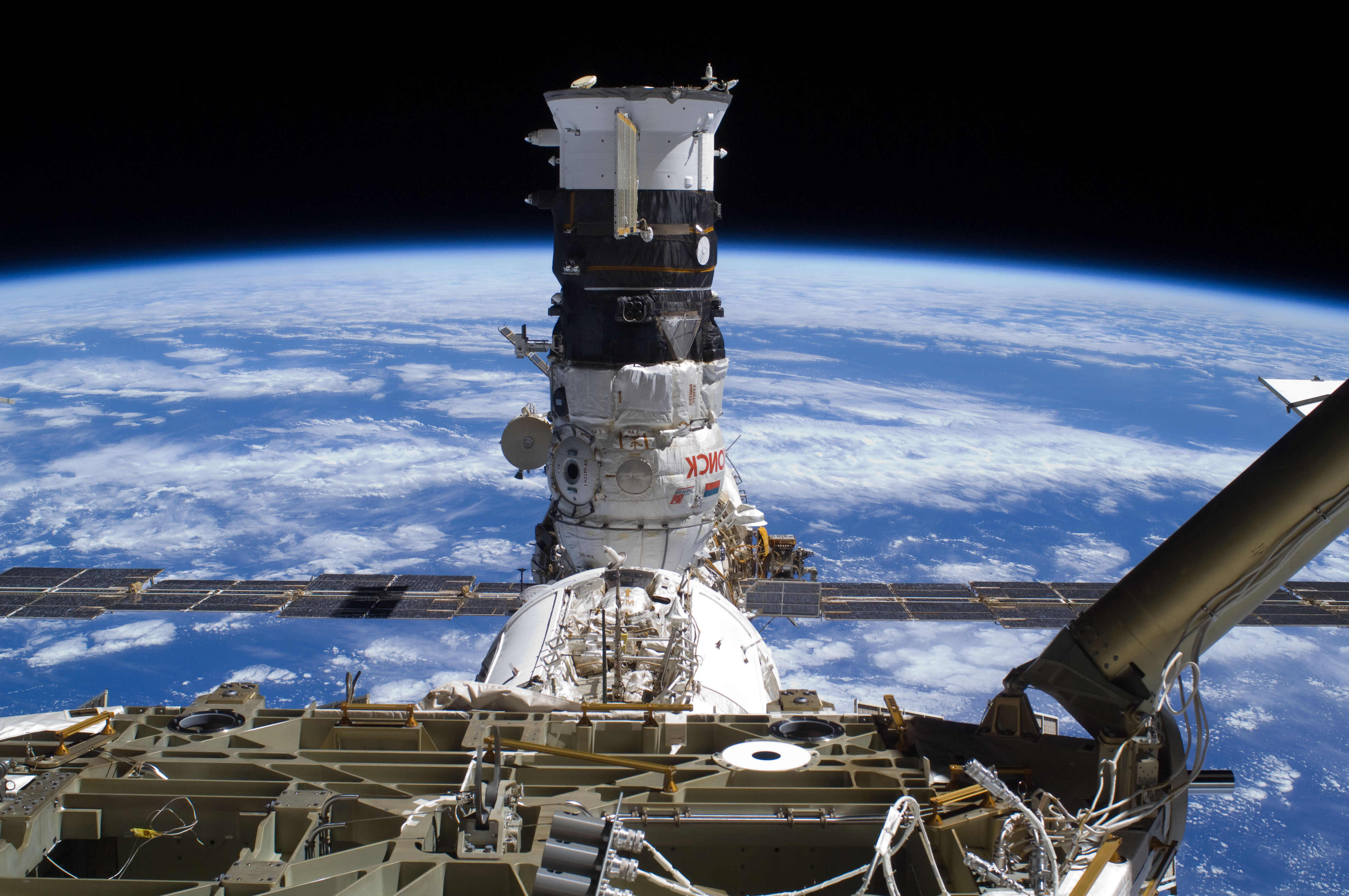
«Поиск»

Малий дослідницький модуль № 2 (МДМ-2) «Поиск» (рос. Малый исследовательский модуль №2, МИМ-2, Поиск, досл. «Пошук») — елемент російського сегмента Міжнародної космічної станції. Розроблений і виготовлений в Ракетно-космічній корпорації «Енергія» імені С. П. Корольова.
Старт ракети-носія Союз-У з вантажним кораблем-модулем «Прогрес М-МІМ2» відбувся 10 листопада 2009 року о 14:22 UTC з космодрому Байконур 12 листопада 2009 о 15:41 UTC «Поиск» був пристикований до зенітного стикувального вузла модуля «Звезда».
Ім'я «Поиск» модуль отримав 21 жовтня 2009 року.

## Призначення
Малий дослідницький модуль «Поиск» призначений для:
- Здійснення науково-прикладних досліджень і експериментів всередині і зовні модуля.
- Використання як шлюзового відсіку для виходів у відкритий космос двох членів екіпажу в скафандрах типу «Орлан».
- Створення додаткового порту для стикувань з МКС пілотованих кораблів типу «Союз» і автоматичних вантажних кораблів типу «Прогрес».

Модуль «Поиск» створений з максимальним використанням наробок щодо стикувального відсіку «Пірс» і корабля-модуля «Прогрес М-СО1», що дозволило забезпечити спадкоємність розробки та врахувати досвід експлуатації цього відсіку в складі МКС.
Корпус модуля і силовий набір виготовлені з алюмінієвих сплавів, трубопроводи — з корозійностійких сталей і титанових сплавів. Ззовні корпус закритий екрано-вакуумною теплоізоляцією.
Модуль «Поиск» має два стикувальні вузли, розташовані на його поздовжній осі, — активний і пасивний.
Вихідні люки розташовані на правому і лівому бортах. Для зручності роботи космонавтів вони мають кільцеві поручні всередині і ззовні відсіку. Кришки люків відкриваються досередини відсіку.
Через модуль «Поиск» проходять транзитні магістралі дозаправки паливом.
При створенні модуля «Поиск» було здійснено вдосконалення за результатами експлуатації стикувального відсіку «Пірс» у складі МКС, а також обумовлених необхідністю забезпечення можливості виконання наукових досліджень.

## Конструктивні особливості
Основні відмінності модуля «Поиск» від стикувального відсіку «Пірс»:
- До складу модуля введений комплекс цільових навантажень, призначений для розміщення наукової апаратури та її інтеграції з бортовими системами МКС. В структуру комплексу входять:

- універсальне робоче місце;
- механічні адаптери;
- наукова апаратура;
- кабелі для підключення наукової апаратури.

- Доопрацьовані засоби забезпечення газового складу з урахуванням необхідності вакуумування і наддуву герметичного контейнера цільового навантаження.
- Додатково встановлено мішень контролю стикування, призначену для візуального контролю автоматичного стикування кораблів з модулем.
- Встановлено два додаткові підкоси вихідного пристрою.
- Модернізована система бортових вимірювань.
- Змінено склад обчислювальних засобів системи управління бортовою апаратурою.

Дослідницький модуль «Поиск» був доставлений на МКС у складі автоматичного вантажного корабля-модуля «Прогрес М-МІМ2», розробленого на основі корабля «Прогрес М». і встановлений на зенітний (верхній) стикувальний вузол перехідного відсіку службового модуля «Звезда» (вісь + Y).
Цільове використання модуля «Поиск» почалося після його інтеграції до складу російського сегмента МКС.
З 2012 року з модуля «Пірс» на модуль «Поиск» було переміщено один кран-маніпулятор «стріла».

## Параметри
| Основні технічні характеристики                       |         |
| ----------------------------------------------------- | ------- |
| Довжина корпусу (за площинами стикувальних агрегатів) | 4049 мм |
| Максимальний діаметр корпусу                          | 2550 мм |
| Внутрішній об'єм (герметичний)                        | 12,5 м³ |
| Кількість люків для виходів у відкритий космос        | 2       |
| Діаметр вихідних люків                                | 1000 мм |

## Галерея

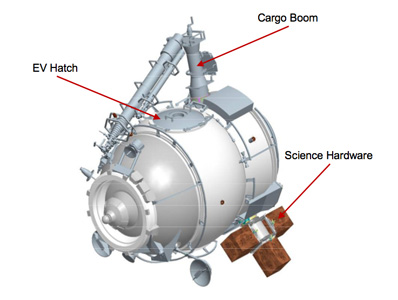
Схема стикувального модуля Поиск
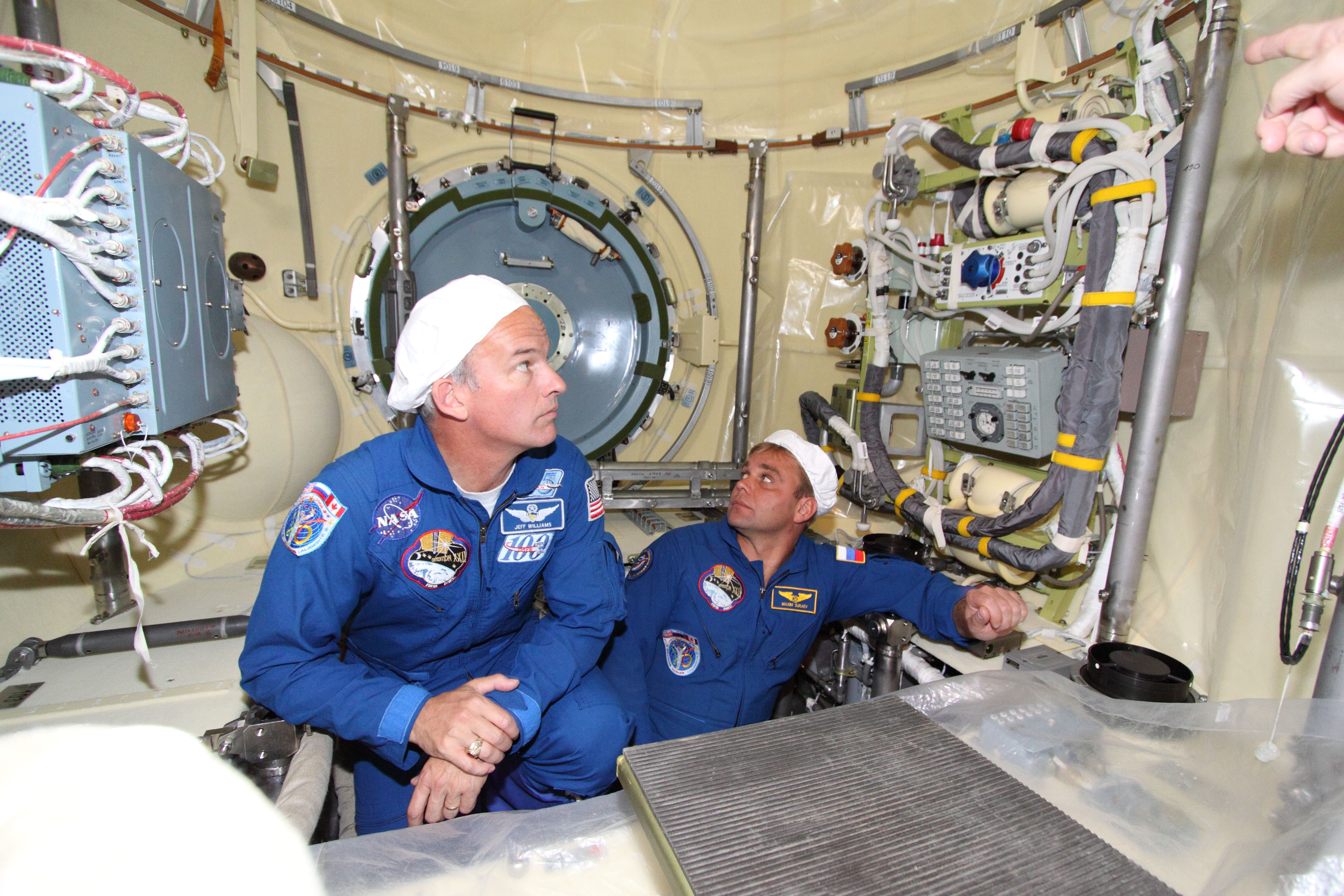
Астронавт Джеффрі Вільямс і космонавт Максим Сураєв перевіряють модуль Поиск
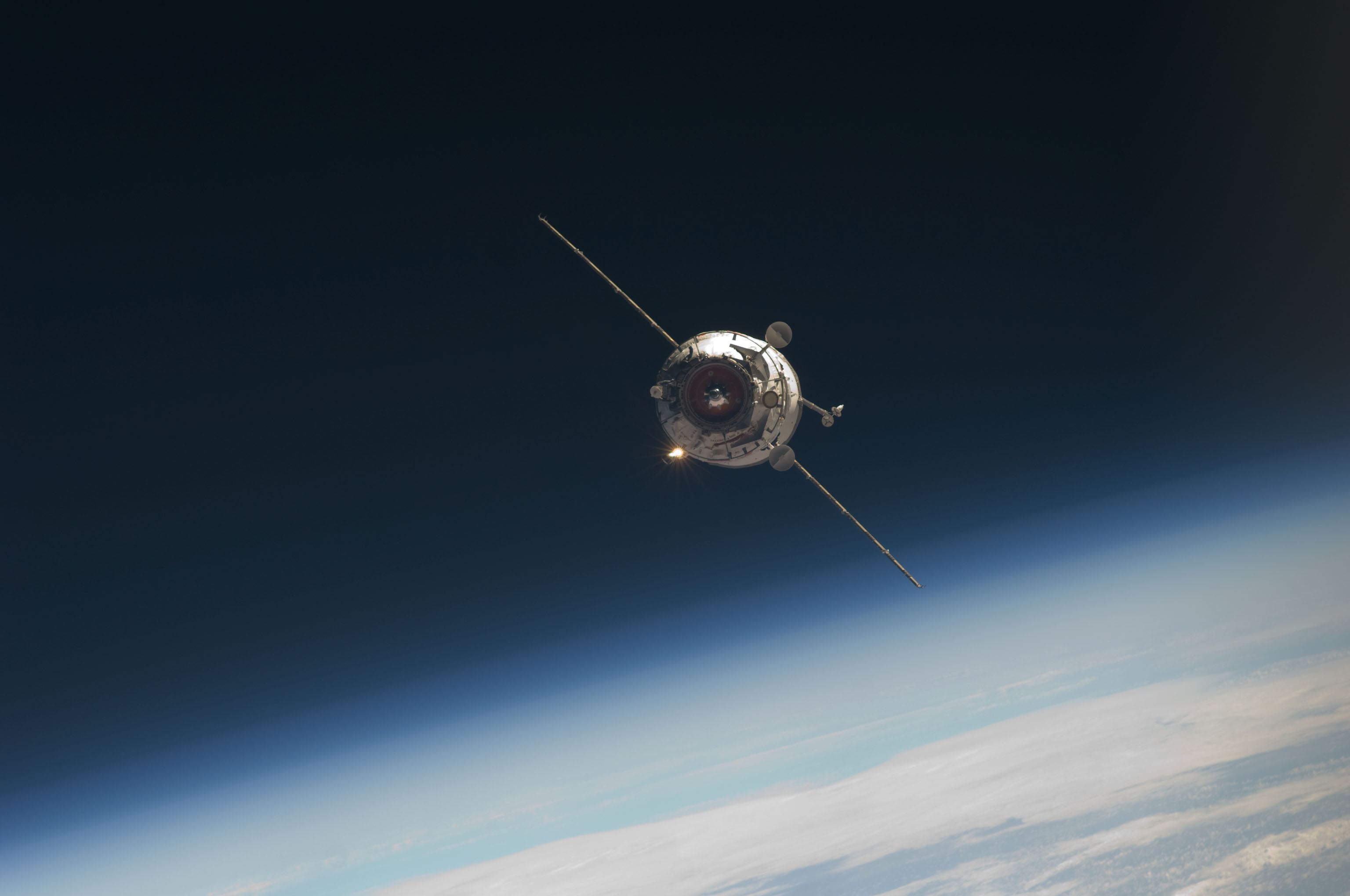
Поиск наближається до МКС для стикування
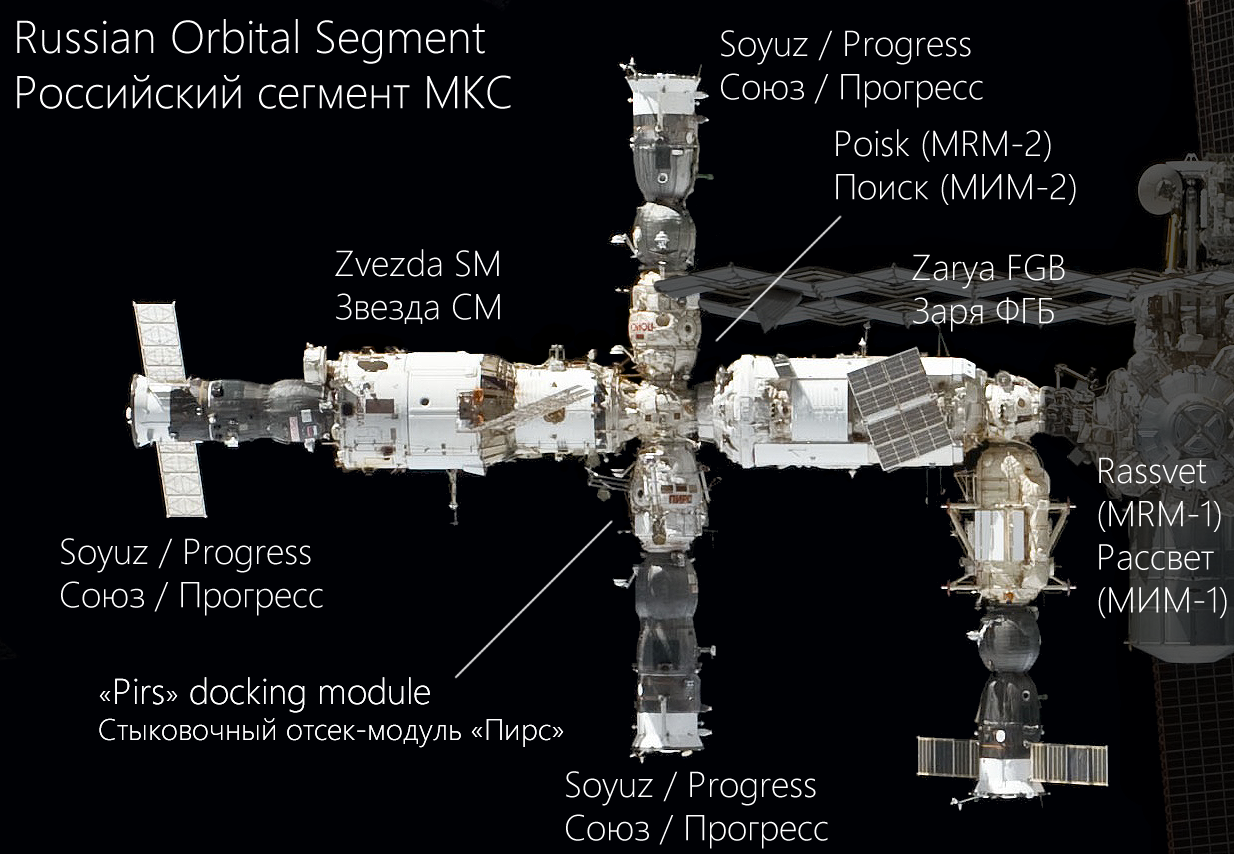
Розміщення МДМ-2 на російському орбітальному сегменті